# رکتیسول
رکتیسول (انگلیسی:Rectisol) نام تجاری برای یک فرایند حذف گاز اسیدی می‌باشد که از متانول به عنوان حلال برای جداسازی گازهای اسیدی مثل هیدروژن سولفید و کربن دی‌اکسید از جریان‌های گازی باارزش خوراک استفاده می‌کند.با انجام این فرایند، گاز خوراک برای سوختن یا فرآوری بعدی مناسب می‌شود. رکتیسول اغلب اوقات برای فرآوری گاز سنتز تولید شده حاصل از گازی سازی زغال سنگ یا هیدروکربن‌های سنگین استفاده می‌شود، زیرا حلال متانول به خوبی می‌تواند آلاینده‌ها مثل آمونیاک، جیوه، و هیدروژن سیانید که معمولاً در این گازها یافت می‌شود را حذف کند.

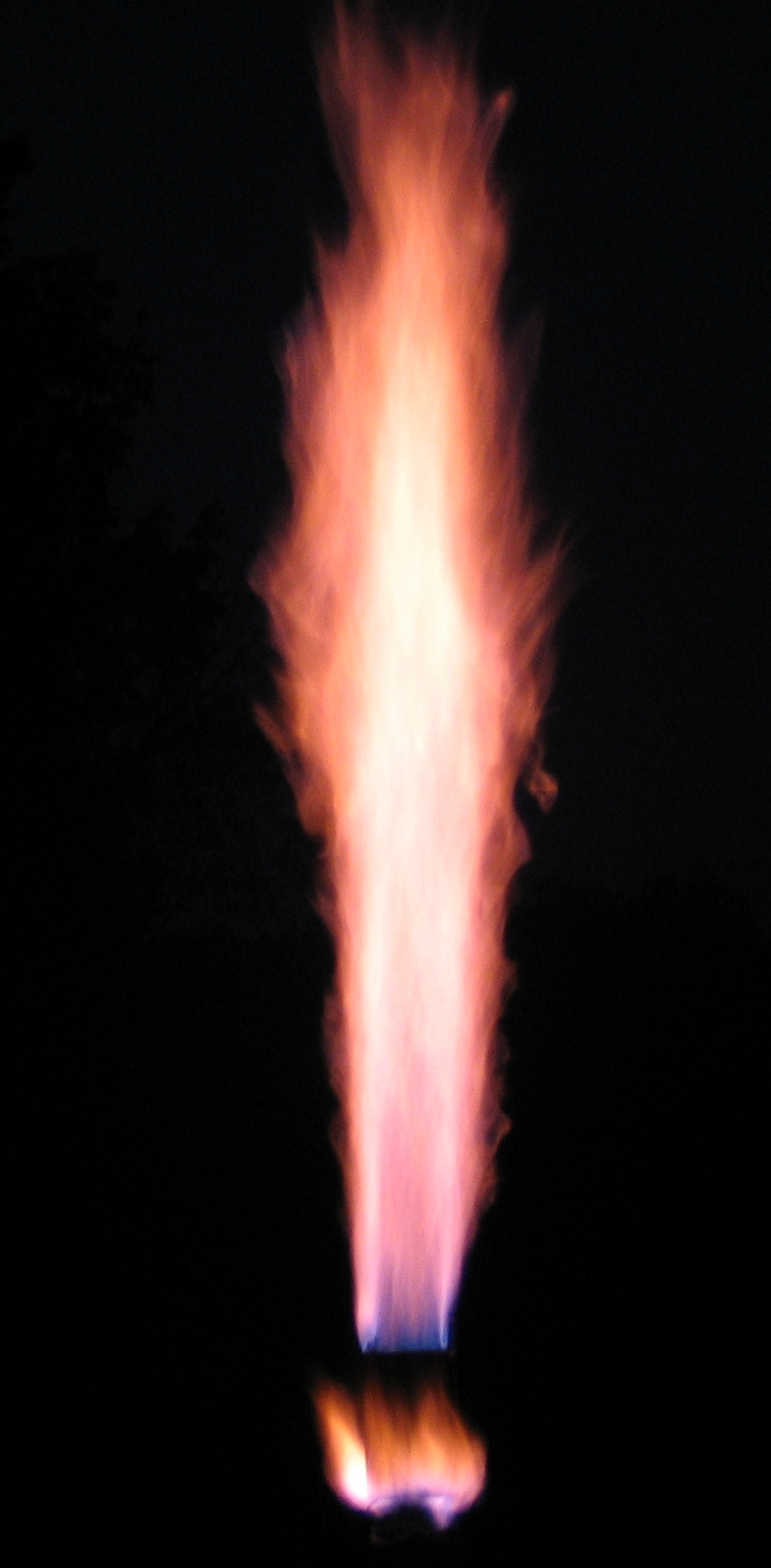
یک نمونه گاز سنتز

## فرایند
در فرایند رکتیسول متانول سرد در دمای حدود ۴۰- درچه سانتی گراد گازهای اسیدی از گاز خوراک را در فشار نسبتاً بالا حل می‌کند، که معمولاً بین ۴۰۰ تا 1000 psi می‌باشد. سپس فشار حلال غنی حاوی گازهای اسیدی کم می‌شود تا گازهای اسیدی را آزاد و بازیابی کند. فرایند رکتیسول می‌تواند به‌طور گزینش پذیر عمل کند تا هیدروژن سولفید و کربن دی‌اکسید را به جریان‌های مجزا بازیابی کند، تا هیدروژن سولفید به واحد کلاوس برای تبدیل به گوگرد عنصری فرستاده شود، در حالی که در همان زمان کربن دی‌اکسید می‌تواند ذخیره شود یا برای ازدیاد برداشت نفت استفاده شود.
فرایند رکتیسول، همانند سلکسول و پوریسول، از یک حلال فیزیکی بهره می‌برد، برخلاف حلال‌های فرایند حذف گازاسیدی با آمین که متکی بر واکنش شیمیایی حلال با گاز اسیدی می‌باشد. متانول به عنوان حلال در مقایسه با حلال‌های سلکسول و پوریسول ارزان است. فرایند رکتیسول انرژی الکتریکی بیشتری برای سردسازی نیاز دارد تا دمای پایین مدنظر را حفظ کند، اما به انرژی بخار کمتری برای سردسازی نیاز دارد. اگرچه هزینه سرمایه برای حلال متانول بالاتر از حلال‌های واحد سلکسول و پوریسول هست، متانول به عنوان حلال سرد و فیزیکی می‌تواند درصد بالاتری از اجزای گاز اسیدی را حذف کند و گاز با درصد خصلوص بالاتری را ارائه کند.